# Toxoplasmosis
La toxoplasmosis es una enfermedad parasitaria ocasionada por el protozoo Toxoplasma gondii, un parásito intracelular obligado. T. gondii es un parásito intracelular con una enorme capacidad para invadir células del anfitrión gracias a la forma invasora móvil (taquizoíto o trofozoítos) caracterizada por un complejo apical exclusivo, desde el punto de vista evolutivo, y un mecanismo de motilidad basado en actina.
La toxoplasmosis puede causar infecciones leves y asintomáticas, así como infecciones mortales que afectan mayormente al feto, ocasionando la llamada toxoplasmosis congénita. También puede revestir gravedad cuando afecta a inmunosuprimidos tales como infectados por el VIH sin tratamiento antirretroviral efectivo y con los CD4 por debajo de 200 células por mililitro.
El término toxoplasmosis se reserva para el proceso patológico en el cual hay manifestaciones clínicas presentes, mientras que infección por Toxoplasma es la denominación que mejor describe la presencia asintomática del parásito.
Se considera la enfermedad como una zoonosis, lo cual significa que, de modo habitual, se transmite desde los animales a los seres humanos a través de diferentes vías de contagio. Los hospedadores definitivos son el gato y otras seis especies de felinos.
Las medidas de prevención son particularmente importantes en las mujeres embarazadas y consisten en normas generales de higiene para evitar la transmisión por alimentos o agua contaminada, no consumir carne cruda o mal cocida y evitar contacto con heces de gato.

## Epidemiología
La toxoplasmosis está presente en todo el mundo. El porcentaje de adultos que han pasado la enfermedad a lo largo de su vida es muy elevado, en torno al 50 %, dependiendo de la región, los hábitos higiénicos y las condiciones sanitarias. En la mayoría de los casos, apenas aparecen síntomas o estos son leves, por lo cual la población generalmente no es consciente de haber padecido la infección, que solo se puede comprobar mediante un análisis de sangre que demuestre positividad para anticuerpos específicos de tipo IgG o IgM.
En Estados Unidos, cerca del 23 % de la población está afectada y en algunas áreas del mundo es superior al 95 %. Cerca de 200 000 casos de toxoplasmosis congénita ocurren por año. Charles Nicolle y Louis Manceaux describieron por primera vez el organismo en 1908, y en 1941 se confirmó su transmisión durante el embarazo de madre a hijo.
En Europa prevalece mucho la toxoplasmosis, probablemente por el gran consumo de carne cruda.
La gran incidencia en el África Occidental es conocida por estudios epidemiológicos de inmigrantes de esa zona del continente.
Se ha encontrado una elevada prevalencia en Hispanoamérica: México, América Central y América del Sur con la excepción de las islas del Caribe por razón de la cantidad de adultos que presentan seropositividad, es decir, que presenta en su sangre anticuerpos que prueban que el individuo tuvo contacto con el parásito. Existe, incluso en estas grandes áreas geográficas, una considerable variación de seroprevalencia, dependiendo de la región, la edad, el sexo, el grupo étnico y las condiciones socioeconómicas y sanitarias, en especial el contacto con gatos y la tierra. Por ejemplo, en comunidades de baja salubridad pública en la región andina de Cuzco, Perú, criadores de camélidos, se encontró una seroprevalencia de Toxoplasma gondii en alpacas del 35 %, cuando la enfermedad en humanos en esa región es escasa.
En Colombia según el Estudio Nacional de Salud realizado en 1982, la prevalencia en la población general es de 47 %. Asimismo, según estudios realizados en diferentes regiones de ese país, las frecuencias en el embarazo van de 0,6 a 3 %. Actualmente, el Ministerio de Protección Social en Colombia no tiene reglamentación para la realización de pruebas durante el embarazo para la toxoplasmosis e igual situación ocurre en otros países de América Latina. En la ciudad de Armenia (Quindío) se ha instaurado un programa de la Secretaria de Salud de Armenia para la población vinculada que cubre alrededor de 900 gestantes y se detectan entre dos a cinco casos cada año. En esta ciudad se ha encontrado que se presenta mortalidad neonatal en la población no cubierta por el programa pero no en los hijos de madres detectadas y tratadas. En el resto del país en ausencia de intervención terapéutica entre 800 a 3000 recién nacidos nacen infectados cada año, así en Sincelejo (departamento de Sucre, Colombia) en 100 gestantes se encontraron dos seroconversiones y entre los hijos de estas madres se presentó un mortinato.
En Brasil, se han encontrado prevalencias en población general de 50 a 76 %. La frecuencia de toxoplasmosis congénita varía de 0,2 a 2 %.
Las formas más graves pueden llevar a la muerte intrauterina o causar secuelas graves si la infección de la madre ocurre en la primera mitad de la gestación. Un estudio en una población en Brasil demostró una mayor cantidad (13,9 %) de mujeres embarazadas con toxoplasmosis activa (por la presencia de anticuerpos IgM) que con sífilis y la enfermedad de Chagas.

## Ciclo de vida

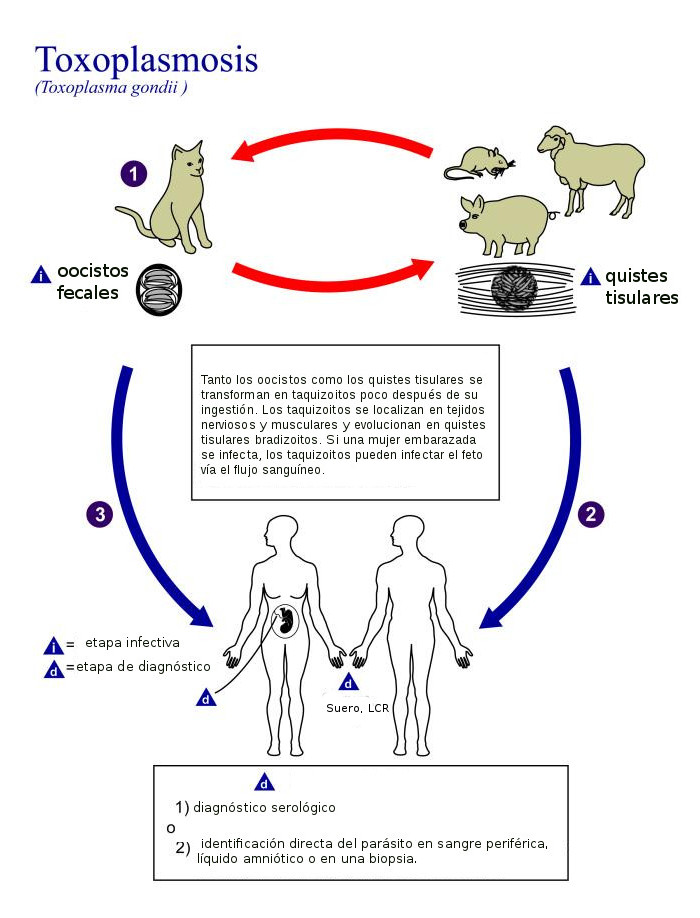
Ciclo vital de Toxoplasma gondii: el gato es el huésped definitivo (1) (donde el parásito se reproduce), el gato se infecta e infesta a otros animales por los ooquistes tisulares. El hombre se infecta consumiendo ooquistes liberados con las heces (3) o bien al ingerir carne contaminada con ooquistes tisulares (2).

## Diagnóstico

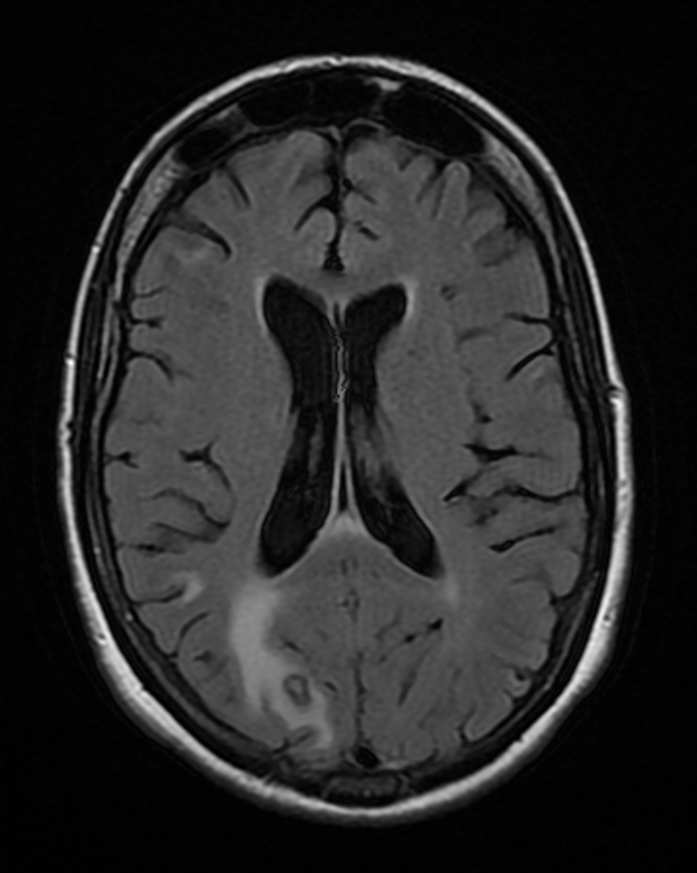
Toxoplasmosis cerebral con afectación predominante en el lóbulo occipital derecho. Paciente mujer de 48 años con diagnóstico previo de síndrome de inmunodeficiencia adquirida.